# Jacques Balsan

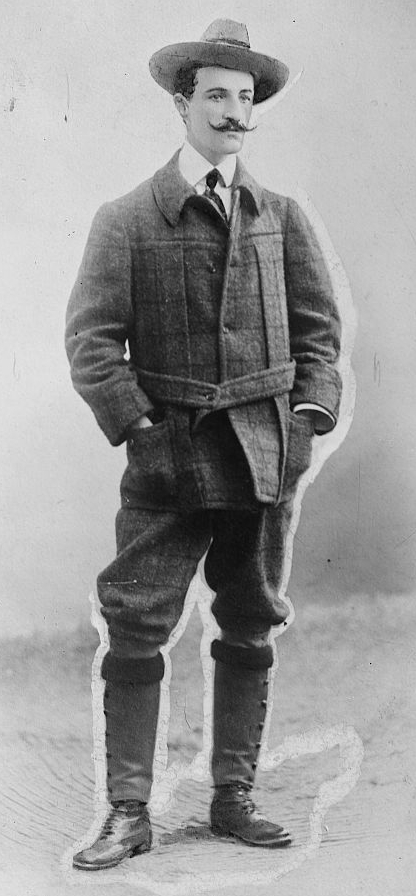
Jacques Balsan

Louis Jacques Balsan (* 16. September 1868 in Châteauroux; † 4. November 1956 in New York City) war ein französischer Aeronautiker und Flieger.

## Leben
Jacques Balsan, Sohn des Tuchfabrikanten Auguste Balsan, trat 1888 als Freiwilliger in das 2. Husarenregiment in Châlons-sur-Marne ein. Nach seinem Abschied als Unterleutnant 1892 bereiste er Südamerika, Australien, die Philippinen und China auf der Suche nach Qualitätswolle im Dienste des Familienunternehmens in Châteauroux, das seit Napoleon die französische Armee mit Uniformen belieferte.
Als Mitglied der französischen Mannschaft der Olympischen Sommerspiele 1900 in Paris nahm Balsan an den internationalen Flugwettbewerben im Rahmen der Weltausstellung Paris 1900 teil und wurde Zweiter nach Henry de La Vaulx. Dazu stellte er mit dem Ballon Le Saint-Louis von Louis Godard II zusammen mit Eugène Godard II den französischen Höhenrekord von 8.558 m auf. 1905 kaufte er sein erstes Flugzeug: ein Gleitflugzeug von der Art der Octave-Chanute-Gleitflugzeuge. 1906 startete er als Vizepräsident des Aéro-Club de France im Wettbewerb um den Gordon-Bennett-Cup an Bord des Ballons Ville-de-Châteauroux mit Albert Corot als Assistent in den Pariser Tuilerien und wurde Fünfter (von 16) mit der Landung in England.
1909 kaufte Balsan von Louis Blériot den Eindecker Blériot XI und erwarb 1910 die Fluglizenz Nr. 22 des Aéro-club de France in Blériots Flugschule in Pau. Beim Flugwettbewerb 1910 in Heliopolis wurde er Zweiter beim Wettbewerb um den Baron Empain-Preis für den längsten Flug ohne Zwischenlandung und Dritter in der Gesamtwertung mit 139,5 km. 1911 gründete er zur Verbreitung des Flugsports die Association générale aéronautique unter der Schirmherrschaft des Aéro-club de France.
1913 und 1914 beteiligte sich Balsan als Volontär an militärischen Operationen in Marokko unter der Führung General Gourauds. Im Ersten Weltkrieg war er der VI. Armee unter General Maunoury zugeordnet und gehörte zu der Gruppe von Aufklärungsoffizieren, die die Richtungsänderung der deutschen 1. Armee unter General von Kluck zu Beginn der Ersten Schlacht an der Marne beobachtete. Später war er im Gespräch für die Führung der Escadrille La Fayette. Am Ende des Krieges leitete er als Oberstleutnant die Mission française aéronautique in London.
1921 heiratete Balsan in London die gerade geschiedene Consuelo Vanderbilt. Das Paar führte nun ein mondänes Leben in Frankreich und den USA. Consuelo kaufte einen Besitz in Èze und ließ das Schloss Lou Sueil einrichten, Norah Lindsay gestaltete den Garten. Hier verbrachte das Paar die Winter und empfing erlesene Gäste wie den Duke of Connaught and Strathearn, den Maharaja von Kapurthala, Charlie Chaplin und Winston Churchill. In Paris wohnten sie in einem von René Sergent erbauten Haus neben dem Eiffelturm.
Nach Beginn des Zweiten Weltkrieges flüchteten die Balsans über Spanien und Portugal nach New York City. Dort schloss sich Balsan im Februar 1942 trotz seines Alters den Forces françaises libres an. Im Mai 1943 wurde er in London Mitglied des Führungsstabs F von General Cochet. Nach der Auflösung der Force F im Dezember 1943 wurde Balsan zur Mission Air aux États-Unis d’Amérique versetzt, der er bis August 1945 angehörte.
Balsan wurde in Paris begraben.

## Ehrungen
- Ritter der Ehrenlegion (1913 als Zivilist, 1925 Offizier)
- Médaille coloniale mit Marokkospange (1914)
- Croix de guerre 1914–1918 avec palme (1917)
- Ritter des Order of St. Michael and St. George (1917)
- Médaille commémorative des services volontaires dans la France libre (1946)
- Médaille de l’Aéronautique (1952)